# Steven Stapleton
Steven Peter Stapleton (Londra, 3 febbraio 1957) è un cantante e musicista inglese.
È noto per essere l'unico musicista presente in tutti i dischi dei Nurse with Wound, suo principale progetto di genere industriale che si muove tra musica sperimentale ed improvvisazione libera. È considerato come uno dei pionieri del movimento della musica industrial assieme a musicisti come Genesis P-Orridge, Peter Christopherson, Chris Carter, Cosey Fanni Tutti, Boyd Rice, John Balance, David Tibet, esplorando all'interno di questo movimento vari stili musicali tra cui le forme più libere dell'improvvisazione, il folk e perfino le ritmiche della latino-americana.

## Discografia

### Solista
- 1991 The Sadness of Things (con David Tibet)
- 1992 Revenge of the Selfish Shellfish (con Tony Wakeford)
- 1993 The Apocalyptic Folk in the Nodding God Unveiled (con The Nodding Folk)
- 1996 Musical Pumpkin Cottage (con David Tibet)
- 1998 Octopus (raccolta di vecchie registrazioni con David Tibet)